# Uranoscopus marisrubri
Uranoscopus marisrubri är en fiskart som beskrevs av Brüss, 1987. Uranoscopus marisrubri ingår i släktet Uranoscopus och familjen Uranoscopidae. Inga underarter finns listade i Catalogue of Life.